# Svortland
Svortland is een plaats in de Noorse gemeente Bømlo, provincie Vestland. Svortland telt 2130 inwoners (2007) en heeft een oppervlakte van 2,42 km².
Foldrøy · Langevåg · Melandsvågen · Mosterhamn · Rubbestadneset · Svortland